# Hyphopichia burtonii
Hyphopichia burtonii är en svampart som först beskrevs av Boidin, Pignal, Lehodey, Vey & Abadie, och fick sitt nu gällande namn av Arx & Van der Walt 1976. Hyphopichia burtonii ingår i släktet Hyphopichia och familjen Pichiaceae.   Inga underarter finns listade i Catalogue of Life.